# Герб Олёкминска
Герб города Олёкминска Олёкминского района Республики Саха (Якутия)

## Описание герба
Описание герба: «В серебряном поле лазоревый волнистый пояс».
Обоснование символики герба: За основу герба взят исторический герб города Олёкминска, Высочайше утверждённый 26 октября 1790 года. Изображение в гербе реки в знак того, что город основан на великой реке Лена у впадения в неё реки Олёкма. Герб языком аллегорий и геральдических символов гармонично отражает историю становления города. 
Серебро в геральдике – символ простоты, совершенства, мудрости, благородства, мира, взаимосотрудничества. 
Голубой (лазоревый) цвет в геральдике – символ чести, славы, преданности, истины, красоты, добродетели. 
Герб утвержден решением Собрания депутатов муниципального образования «Олёкминский улус (район)» от 3 февраля 2005 года № 9.
Герб внесен в Государственный геральдический регистр Российской Федерации под № 1835

## История герба
В основу герба города утверждённого в 1790 и повторно в 2005 годах положено изображение печати Олёкминской заставы, учрежденной для ограничения миграции казаков и русских крестьян из Якутии в Даурские земли и на Амур в середине XVII века.

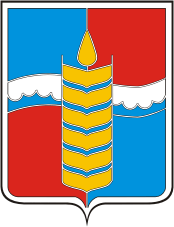
Герб (1985)

В советский период герб Олекминска имел следующий вид: «Щит четверочастный. 1-е и 4-е поля лазуревые, 2-е и 3-е червленые. Поля разделяет шиповидно серебряно-лазуревый выгнуто-вогнутый, пояс, окаймленный серебром. Все обременено золотым стилизованным колосом в столб».
Герб советского периода был утвержден второй сессией девятнадцатого созыва Олёкминского городского Совета народных депутатов 27 июня 1985 г. Автор герба: художник Сергей Михайлович Борисовский.